# Seidingstadt
Seidingstadt est une ancienne commune de l'arrondissement de  Hildburghausen en Thuringe, Allemagne qui est rattachée à Streufdorf le  1er juillet 1973.

## Personnages célèbres
- Thérèse de Saxe-Hildburghausen est née à  Seidingstadt en 1792

## Sources
- Norbert Klaus Fuchs: Das Heldburger Land–ein historischer Reiseführer. Verlag Rockstuhl, Bad Langensalza 2013,  (ISBN 978-3-86777-349-2)
- Hans Löhner: Das „Bimmelbähnle“ von Hildburghausen nach Lindenau-Friedrichstal : Eine Thüringer Schmalspurbahn ins Heldburger Land. Verlag Michael Resch, Neustadt/Coburg 2000,  (ISBN 3-9805967-5-3).
- Paul Lehfeld: Bau- und Kunstdenkmäler Thüringens, Heft XXXI, Herzogthum Sachsen-Meiningen, Amtsgerichtsbezirke Heldburg und Römhild, 1904, Reprint, Verlag Rockstuhl, Bad Langensalza,  (ISBN 978-3-86777-378-2)

1. ↑  Statistisches Bundesamt (éditeur): Gemeinden 1994 und ihre Veränderungen seit 01.01.1948 in den neuen Ländern. Metzler-Poeschel, Stuttgart 1995,  (ISBN 3-8246-0321-7)

## Liens
- Website des Tourismusvereins Heldburger Land